# Larissa Wilson
Larissa Hope Wilson (Kingswood, 5 maggio 1989) è un'attrice britannica. Frequenta attualmente la John Cabot Academy di Bristol.
È conosciuta per aver ricoperto il ruolo di Jal Fazer nella prima e seconda stagione del telefilm Skins.
Nel luglio 2008 è apparsa in un episodio del telefilm Holby City, nel ruolo di Rebecca Webster.

## Filmografia

### Cinema
- Tormented, regia di Jon Wright (2009)

### Televisione
- Skins - serie TV, 19 episodi (2007-2008)
- Holby City - serie TV, episodi 10x43-10x44 (2008)
- Kingdom - serie TV, episodio 3x03 (2009)